# Narodni park Nečisar
}}
Narodni park Nečisar (ali Narodni park Neč-Sar) je narodni park v regiji Narodna regija jugozahodne Etiopije. Leži v dolini Velikem tektonskem jarku v jugozahodnem Etiopskem višavju.

## Geografija
750 km² park vključuje 'Božji most', ožino med jezeroma Abaja in Čamskim jezerom ter planote Nečisar ('bela trava') vzhodno od jezer. Je vzhodno od Arba Minča. Nadmorska višina parka se giblje med 1108 in 1650 m.

## Zgodovina in upravljanje
Kot del Unescovega načrta iz leta 1960 za zaščito in ohranjanje narave in naravnih virov v Etiopiji je dvočlanska ekipa Unescovih svetovalcev tri mesece pregledovala večino večjih območij prosto živečih živali v Etiopiji in leta 1965 Uradu za ohranitev divjih živali uradno predložila svoja priporočila, ki so vključevala rezervat za divjad vzhodno od Čamskega jezera, da bi zagotovili zaščito populacije Swaynejeve kame (Alcelaphus buselaphus swaynei) in drugih lokalnih divjih živali.
Narodni park Nečsar je bil predlagan leta 1967, nato pa je bil uradno ustanovljen leta 1974. Od takrat ni bil pravno objavljen, ampak je de facto deloval kot narodni park. V skladu s priporočili etiopskega ministrstva za kmetijstvo so leta 1982 lokalni Gudži, ki so živeli kot pastirji v nižinah ob jezerih Abaja in Čamo, »bili pod prisilo izseljeni iz parka«.
V brezpravnem obdobju ob koncu vladavine Derga in takoj zatem je Nečisar utrpel veliko škode. Stavbe v parku, ki so daleč od sedeža, so bile izropane in poškodovane. Obenem so se domačini Gudži vrnili na svoje tradicionalne pašnike. Po nekem viru so tja zbežali pred napadi borena oromov, ki so bili žrtve sosednjih etničnih skupin, njihova prisotnost pa je degradirala okolje in prispevala k lokalnemu izumrtju številnih vrst. Gudži so v tem obdobju pridobili tudi strelno orožje in se z njim pozneje uprli izselitvi iz parka.  Leta 2005 je organizacija Refugees International kritizirala njihovo deložacijo.
Leta 2004 je bila odgovornost za upravljanje nacionalnega parka Nečisar predana Afriškim parkom. Zaradi več vzrokov so Afriški parki prekinili vse dejavnosti v Nečisarju do konca leta 2007.č Upravljanje je od takrat pod Etiopskim organom za varstvo prosto živečih živali (EWCA).
Medtem ko se je turizem v Etiopiji v parku v zadnjih letih povečal in se je vsako leto podvojil s 5300 turistov leta 2005 na 20.500 leta 2007, so oktobra 2008 Afriški parki objavili, da končujejo upravljanje naroldnega parka Nečisar. V revijalnem članku, ponatisnjenem na njihovi spletni strani, Afriški parki trdijo, da je trajnostno upravljanje etiopskih parkov nezdružljivo z »neodgovornim načinom življenja nekaterih etničnih skupin«. Afriški parki so dodali, da je etiopska vlada dala poudarek preselitvi prebivalcev iz parka, namesto da bi jih izobraževali za delo z njimi. Afriškim parkom je bilo povedano, da so bili Gudži ljudstvo Oromo in »sodijo v sosednjo provinco Oromija, ne med ljudstva Gamo in Gofa v južnem okrožju, kjer je park«.

## Pokrajina
Pomembno regionalno središče parka je Arba Minč v glavnem etiopskem tektonskem jarku. Približno 15 % parka sestavljajo jezera, vključno z jezerom Abaja na severu in Čamskim jezerom na jugu. Del habitata sestavljajo gozdovi in obale jezer, obstajajo pa tudi suhe travnate planote. Nadmorska višina se giblje od 1108 metrov na obali Čamskega jezera do 1650 metrov na gori Tabala na severovzhodu, znani po svojih vročih vrelcih.
Višja drevesa v parku so Dichrostachys cinerea, Acacia tortilis, Balanites aegyptiaca in manj pogosta Acacia nilotica. V južnem delu parka prevladuje edafsko travinje in apnenčasta črna ilovnata prst pod njim z Dobera glabra, Acacia tortilis in travo Chrysopogon aucheri, ki tvorijo večji del pokrajine. Biotsko raznovrstnost narodnega parka ogrožajo tako invazivne vrste kot poseganje lesnih rastlin.

## Živalstvo
Divje živali v parku so: nižinska zebra (Equus quagga), Grantova gazela (N. granti), dik-dik, veliki povodni konj, leopard (Panthera pardus), lisasta hijena in veliki kudu, lev in gepard. V parku živijo tudi imbabala (Tragelaphus sylvaticus), vodna antilopa (Kobus ellipsiprymnus), rečni prašič (Potamochoerus larvatus), savanski pavijan, zamorska mačka in podsedliški šakal. Gostil je tudi eno od zadnjih treh populacij Swaynejeve kame, ki je zdaj zagotovo izumrla, saj so zadnji primerek opazili leta 2017.
Afriški hijenski pes (Lycaon pictus) je nekoč obstajal v parku, vendar je zdaj morda lokalno izumrl zaradi pritiskov človeške populacije v tej regiji. Leta 2009 je bila majhna skupina manj kot 23 levov ocenjena na in okoli zaščitenega območja.
Narodni park Nečisar velja za pomemben življenjski prostor za ptice, vključno z vodomci, štorkljami, pelikani, plamenci in afriškimi jezerci. Odsek severozahodne obale Čamskega jezera je znan kot Krokodilja tržnica, kjer se zbira na stotine nilskih krokodilov, da bi se sončili.